# 馬赫穆迪亞
馬赫穆迪亞是伊拉克首都巴格达附近的一座城市，位于巴格达以南，被称为“巴格达的门户”。
美伊战争结束后在馬赫穆迪亞进行了很大的重建努力。

## 战争罪
2003年末《观察者报》和人权观察报道了一起美军士兵在馬赫穆迪亞制造的战争罪。2006年3月五名美军士兵在馬赫穆迪亞强奸了一名14岁的少女后将她以及她的父母和7岁的妹妹杀害。